# Albionella chickeringi
Albionella chickeringi är en spindelart som beskrevs av Lodovico di Caporiacco 1954. Albionella chickeringi ingår i släktet Albionella och familjen hoppspindlar. Inga underarter finns listade i Catalogue of Life.